# Roger De Vlaeminck
Roger De Vlaeminck (født 24. august 1947 i Eeklo i det østlige Flandern i Belgien) er en tidligere professionel cykelrytter. Han er mest kendt for sine sejre i klassikerne Paris-Roubaix og Flandern Rundt. 
De Vlaeminck er en af kun tre cykelryttere som har vundet alle de fem største endagløb: Paris-Roubaix, Liège-Bastogne-Liège, Flandern Rundt, Milano-Sanremo og Lombardiet Rundt. De andre er hans landsmænd Rik Van Looy og Eddy Merckx. Det eneste store endagsløb han ikke vandt var verdensmesterskabet, hvor han blev nummer to i 1975. Han havde også succes i Grand Tours med blandt andet 22 etapesejre og 3 pointtrøjer i Giro d'Italia. I 1984 stoppede han sin professionelle karriere, efter 15 år og 257 sejre.

## Største sejre
- Verdensmester i Cycle cross 1975
- Paris-Roubaix 1972, 1974, 1975, 1977
- Liège-Bastogne-Liège 1970
- Milano-Sanremo 1973, 1978, 1979
- Flandern Rundt 1977
- Lombardiet Rundt 1974, 1976
- Tour de Suisse 1975 (inkl. 6 etappeseire)
- Tour de France – etapesejre i 1970
- Giro d'Italia (Pointkonkurrencen) 1972, 1974, 1975
- Giro d'Italia – 22 etapesejre mellem 1972 og 1979
- Vuelta a España – etapesejre i 1984
- Tirreno-Adriatico 1972, 1973, 1974, 1975, 1976, 1977
- La Flèche Wallonne 1971
- Züri-Metzgete 1975
- Belgisk mester 1969, 1981